# 方腺饶氏吸虫
方腺饶氏吸虫（学名：Lutztrema quadratogonum）为双腔科饶氏属的动物。在中国大陆，分布于贵阳等地，营寄生生活，终末宿主黄臀鹎，寄生于肝脏以及胆管。